# Großsteingrab Winterfeld
Das Großsteingrab Winterfeld ist eine megalithische Grabanlage der jungsteinzeitlichen Tiefstichkeramikkultur in Winterfeld, einem Ortsteil der Gemeinde Apenburg-Winterfeld im Altmarkkreis Salzwedel, Sachsen-Anhalt. Möglicherweise gab es bei Winterfeld ursprünglich noch ein zweites Großsteingrab, das im 19. Jahrhundert zerstört wurde.

## Lage
Das Grab befindet sich direkt im Dorfkern von Winterfeld, östlich der Dorfkirche im angrenzenden Pfarrgarten.
Nördlich von Winterfeld, nahe der Grenze zu Sallenthin lag der Lindenberg. Hier befand sich ein weiteres vorgeschichtliches Grab, bei dem es sich ebenfalls um ein jungsteinzeitliches Großsteingrab oder um einen bronzezeitlichen Grabhügel gehandelt haben könnte.

## Forschungsgeschichte
Das erhaltene Grab wurde erstmals 1843 von Johann Friedrich Danneil beschrieben. In den 1860 oder 1870er Jahren wurden mehrere Steine der Umfassung entfernt (siehe unten). Eine erneute Aufnahme des Grabes erfolgte Anfang der 1890er Jahre durch Eduard Krause und Otto Schoetensack. 1977 fand eine Untersuchung und Restaurierung des Grabes durch das Landesmuseum für Vorgeschichte in Halle (Saale) unter Leitung von Johannes Schneider statt. Eine weitere Untersuchung und Restaurierung erfolgte 2001. 2003–04 erfolgte eine weitere Aufnahme und Vermessung aller noch existierenden Großsteingräber der Altmark als Gemeinschaftsprojekt des Landesamts für Denkmalpflege und Archäologie Sachsen-Anhalt, des Johann-Friedrich-Danneil-Museums Salzwedel und des Vereins „Junge Archäologen der Altmark“.
Der Lindenberg wurde um 1835 von Danneil archäologisch ergraben und wahrscheinlich wenig später zerstört.

## Beschreibung

### Das Großsteingrab Winterfeld

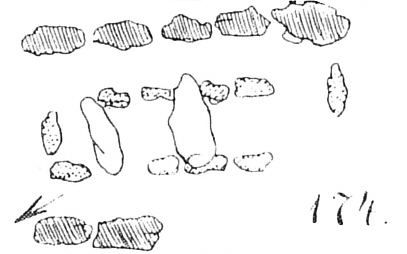
Grundriss nach Krause/Schoetensack

Das Grab gehört zum Typ der Ganggräber und ist nordost-südwestlich orientiert. Es lag ursprünglich auf einem Hügel, der heute aber nur noch maximal 50 cm erreicht. Das Grab bestand aus 14 Wand- und mehreren Decksteinen (von Letzteren ist nur noch einer erhalten), welche die Grabkammer umschlossen, sowie einer trapezförmigen Umfassung. Diese ist heute nicht mehr vollständig erhalten und besteht noch aus 19 Steinen. Ihre heutige Länge beträgt über 26 m, wird aber auf ursprünglich 54 m geschätzt. Die einstige Breite betrug zwischen 5,5 und mindestens 7,3 m. Im Südwesten ist heute noch einer von ursprünglich zwei „Wächtersteinen“ vorhanden, der die anderen Umfassungssteine deutlich überragt. Er misst 2,1 × 1,6 × 0,8 m.
Die eigentliche Grabkammer hat einen rechteckigen Grundriss und misst in der Länge 7,4 m sowie in der Breite 1,6–1,7 m. Ihre Höhe beträgt rund 1,6 m. Der einzige noch vorhandene Deckstein misst 2,2 × 1,4 × 0,4 m. Die Kammer ist vom Nordende ihrer Südostseite her über einen Gang erreichbar. Dieser besteht aus vier kleinen Wandsteinen, ein Deckstein ist nicht vorhanden. Der Gang ist 0,6–0,8 m breit und 1,0 m hoch, seine Länge beträgt 2,3 m. Der Boden ist mit drei Schwellensteinen im Abstand von 1,3 und 1,0 m ausgelegt. Die Südwestseite der Grabkammer bildet ein einzelner „Giebelstein“. Auf seiner Oberfläche wurden etwa 30 Schälchen eingearbeitet.

Großsteingrab Winterfeld
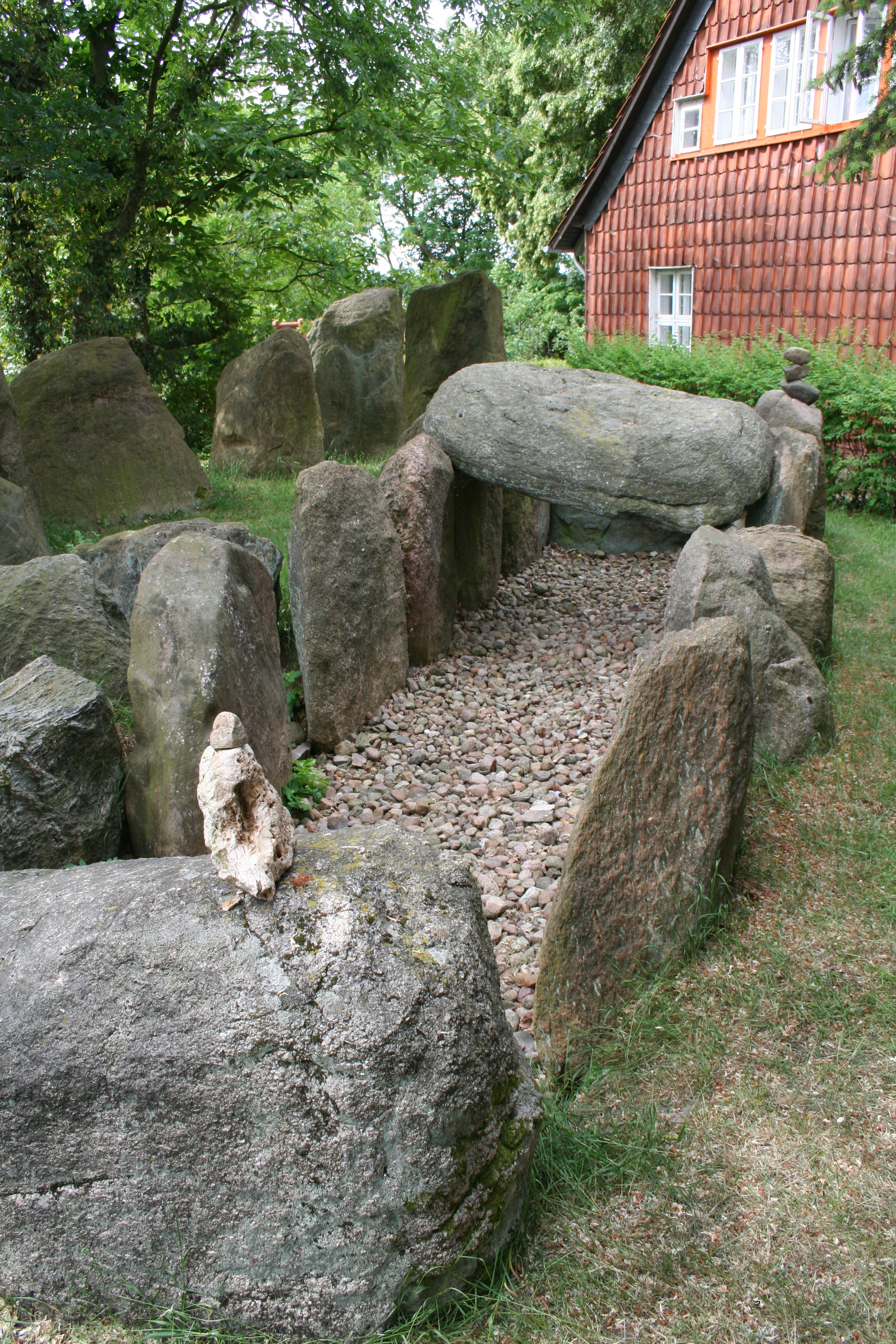
Blick ins Innere des rekonstruierten Grabes
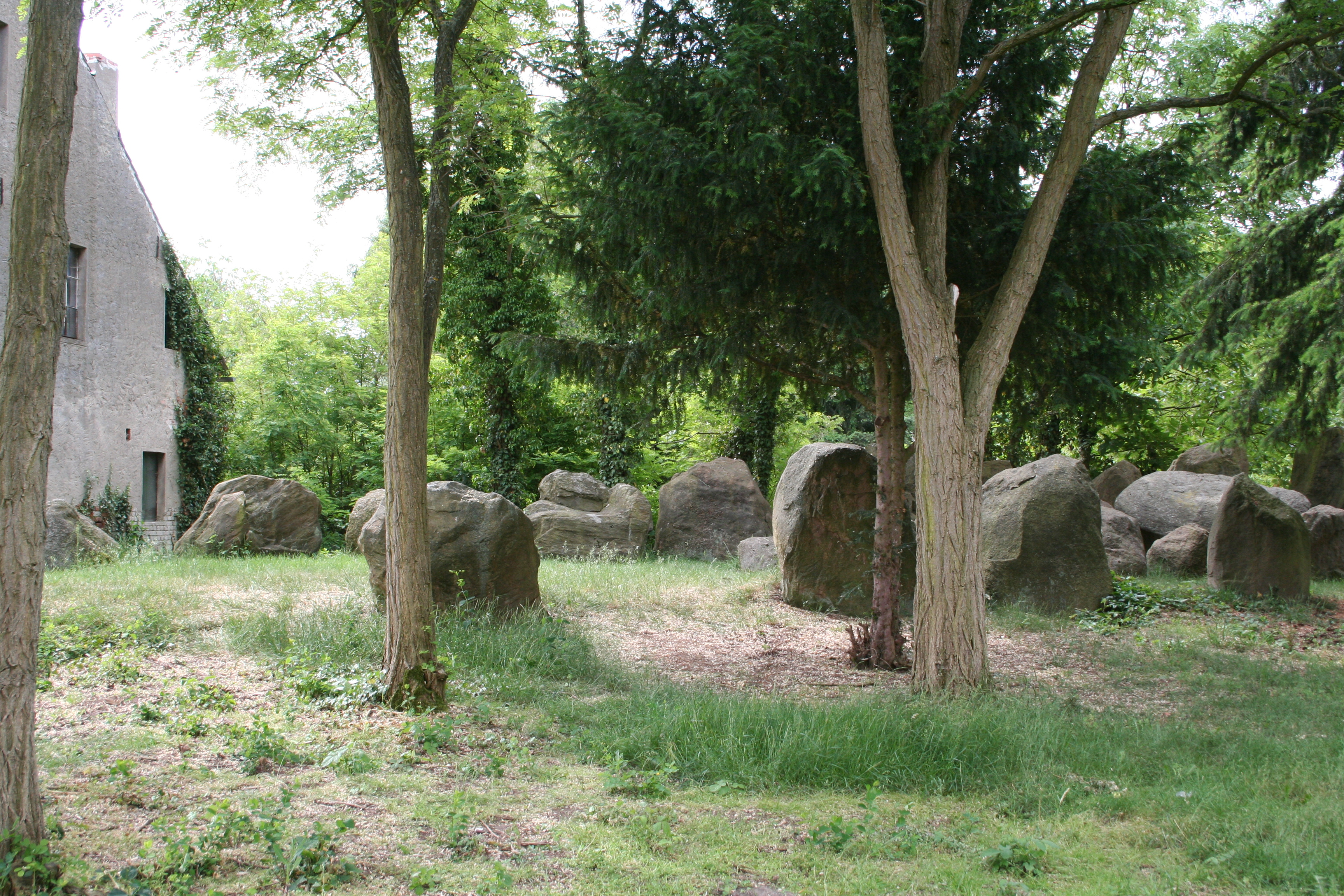
Reste der Umfassung
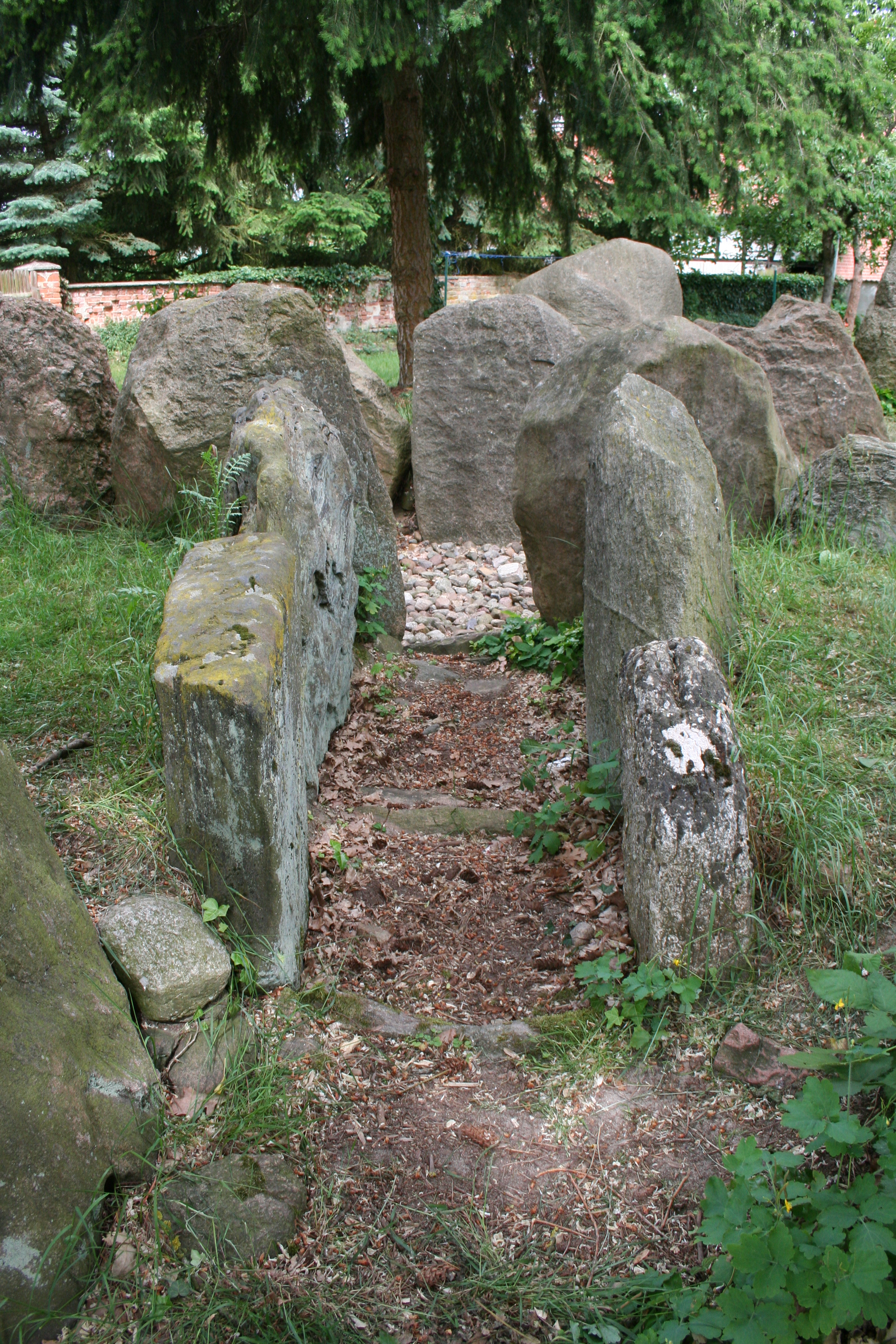
Der Zugang zur Grabkammer, Blick von Südosten
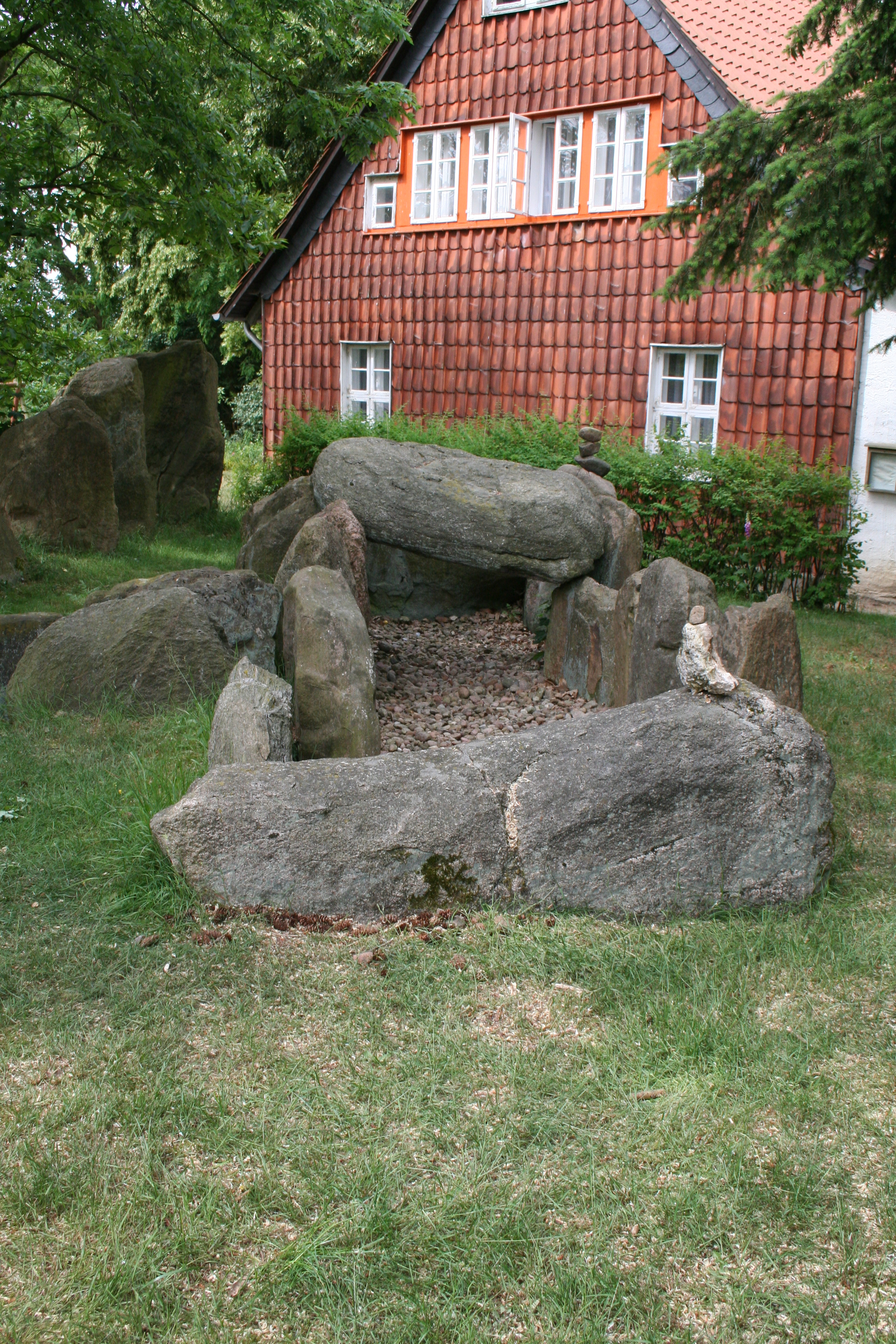
Die Südwestseite des Grabes

### Das zerstörte Grab im Lindenberg
Beim Lindenberg handelte es sich um einen runden Hügel, der eine äußere und eine innere Steinumfassung besaß. Johann Friedrich Danneil konnte hier bei einer Grabung um 1835 noch fünf menschliche Skelette und mehrere Keramikgefäße feststellen, erwähnt aber keine megalithische Grabkammer. Es ist daher unklar, ob es sich (wie von Hans-Jürgen Beier vermutet) um ein weiteres Großsteingrab gehandelt hat.

## Das Großsteingrab Winterfeld in regionalen Sagen
Eine altmärkische Sage befasst sich mit der Entstehung des Grabes und bringt es in Verbindung mit der Errichtung der Kirchtürme in Winterfeld und Jeggeleben. Der Sage nach sei der Turm in Jeggeleben nach Plänen von Meistern geschaffen worden, der in Winterfeld aber nur von Gesellen. Da jedoch der Winterfelder Turm letztlich der Schönere von beiden wurde, gerieten die Jeggelebener Meister in Zorn und fingen einen Streit mit den Gesellen an, der schließlich damit endete, dass beide Parteien versuchten, den Turm der jeweils anderen mit Feldsteinen einzuwerfen. Dabei landeten die Geschosse der Meister dicht neben der Winterfelder Kirche und bildeten das Grab. Die Gesellen wählten größere Steine, die nur bis in die Jeggelebener Tannen flogen. Die dortigen Großsteingräber sind heute allerdings verschwunden.
1962 beschrieb der Heimatforscher Hermann Künne die Zerstörungsgeschichte des Grabes im 19. Jahrhundert. Auch wenn die Geschichte keine eigentliche Sage ist, so weist sie doch sagenhafte Elemente auf. Um 1840 wurde zunächst ein Drittel der Steine zum Gebäudebau verwendet, als kleine Ackerstücke zu größeren zusammengelegt wurden. Detailliert wird eine zweite Begebenheit beschrieben, die sich zwischen 1863 und 1873 zutrug: Der Sohn eines großen Bauern wollte die Tochter eines kleinen Bauern aus dem Nachbarort Cheinitz heiraten, sein Vater war jedoch dagegen. Der Sohn bat daraufhin den Pastor um Vermittlung und versprach ihm im Gegenzug, für den Bau seiner Wirtschaftsgebäude zu sorgen. Dem Pastor gelang es schließlich, den Vater umzustimmen und der Sohn hielt sein Versprechen. Für den Bau der Wirtschaftsgebäude wurden zehn Umfassungssteine verwendet, darunter auch einer der beiden „Wächtersteine“.